# 好色哀歌 元バレーボーイズ
『好色哀歌 元バレーボーイズ』（こうしょくあいか もとバレーボーイズ）は、村田ひろゆきによる日本の漫画作品。『工業哀歌バレーボーイズ』の続編であり、『週刊ヤングマガジン』（講談社）にて、2006年から2011年まで連載された。
『工業哀歌バレーボーイズ』のキャラクターがそのまま登場。前作は高校が舞台だったが、本作は社会人となった彼らを描く。初期の頃こそ前作のようなギャグ描写は見られたが、話が進むにつれ、赤木の実家の破産、谷口の事故や病気、宮本が住み込みで働いていた料理屋の女主人との死別などシリアスな展開となっていっている。

## 書誌情報
- 村田ひろゆき 『好色哀歌 元バレーボーイズ』 講談社〈ヤンマガKCスペシャル〉、全17巻
  1. 2006年8月4日発売[1]、ISBN 4-06-361469-7
  2. 2006年11月6日発売[2]、ISBN 4-06-361499-9
  3. 2007年3月6日発売[3]、ISBN 978-4-06-361535-7
  4. 2007年7月6日発売[4]、ISBN 978-4-06-361563-0
  5. 2007年10月5日発売[5]、ISBN 978-4-06-361607-1
  6. 2008年1月4日発売[6]、ISBN 978-4-06-361636-1
  7. 2008年5月2日発売[7]、ISBN 978-4-06-361668-2
  8. 2008年8月6日発売[8]、ISBN 978-4-06-361709-2
  9. 2008年11月6日発売[9]、ISBN 978-4-06-361726-9
  10. 2009年3月6日発売[10]、ISBN 978-4-06-361763-4
  11. 2009年7月6日発売[11]、ISBN 978-4-06-361805-1
  12. 2009年10月6日発売[12]、ISBN 978-4-06-361831-0
  13. 2010年2月5日発売[13]、ISBN 978-4-06-361864-8
  14. 2010年7月6日発売[14]、ISBN 978-4-06-361910-2
  15. 2010年10月6日発売[15]、ISBN 978-4-06-361944-7
  16. 2011年2月4日発売[16]、ISBN 978-4-06-361983-6
  17. 2011年7月6日発売[17]、ISBN 978-4-06-382004-1